# Evolution Studios
Az Evolution Studios Ltd. brit videójáték-fejlesztő cég volt. A vállalatot 1999-ben alapította Martin Kenwright (Digital Image Design) és Ian Hetherington (Psygnosis) miután az Infogrames felvásárolta a DID játékainak kiadóját, az Ocean Software-t. Kenwright hat társával kilépett a DID-ból és megalapították az Evolution Studiost.
Az akkoriban Frodshamben működő cég egy versenyautós játékon dolgozott személyi számítógépekre, amelyre felfigyelt a Sony és megbízta őket a játék elkészítésével PlayStation 2 játékkonzolra a rali-világbajnokság (WRC) hivatalos licencével.
A vállalat jelenlegi székhelye Runcornban található, van egy stúdiójuk Bigbig Studios néven Warwickshire-ben is.
Az Evolutiont és a Bigbig Studiost 2007 szeptemberében felvásárolta a Sony Computer Entertainment. Ekkor Kenwright és Hetherington kilépett a cégből, helyüket az Evolution társalapítója Mick Hocking vette át, vezetve az Evolutiont, a Bigbiget és a Studio Liverpoolt is.
2015 márciusában 55 főt, körülbelül a cég állományának a felét bocsátották el. 2016. március 22-én a Sony Computer Entertainment bejelentette, hogy bezárta az Evolution Studiost.

## Játékaik
| Cím                           | Megjelenés | Platform                        |
| ----------------------------- | ---------- | ------------------------------- |
| WRC: World Rally Championship | 2001       | PlayStation 2                   |
| WRC II Extreme                | 2002       | PlayStation 2                   |
| WRC 3                         | 2003       | PlayStation 2                   |
| WRC 4                         | 2004       | PlayStation 2                   |
| WRC: Rally Evolved            | 2005       | PlayStation 2                   |
| MotorStorm                    | 2007       | PlayStation 3                   |
| MotorStorm: Pacific Rift      | 2008       | PlayStation 3                   |
| MotorStorm: Apocalypse        | 2011       | PlayStation 3                   |
| MotorStorm: RC                | 2012       | PlayStation Vita, PlayStation 3 |
| DriveClub                     | 2014       | PlayStation 4                   |